# 辛蓋恩巴赫河
51°5′15.5″N 7°32′36.8″E / 51.087639°N 7.543556°E
辛蓋恩巴赫河（德語：Singernbach），是德國的河流，位於該國西部，處於北萊茵-威斯特法倫州，屬於伍珀河的右支流，河道全長0.5公里，河畔城鎮有馬林海德。